# Parabel (Literatur)
Die Parabel (altgriechisch παραβολή parabolḗ „Vergleichung, Gleichnis, Gleichheit“, lateinisch parabole und parabola) ist eine mit dem Gleichnis verwandte Form von Literatur, eine lehrhafte und kurze Erzählung. Sie wirft Fragen über die Moral und ethische Grundsätze auf, welche durch Übertragung in einen anderen Vorstellungsbereich begreifbar werden. Das im Vordergrund stehende Geschehen (Bildebene) hat eine übertragene Bedeutung  (ähnlich der Allegorie). Die Lehre kann sowohl explizit als auch implizit enthalten sein. Die Parabel soll durch die Herleitung des gemeinten Allgemeinen (Sachebene) den Leser zum Nachdenken und zu einer Erkenntnis bringen.
Man kann das Charakteristische dieser Literaturform im Sinne einer Eselsbrücke auch an einer geometrischen Parabel verdeutlichen: Die beiden Parabeläste stehen dann für Bild- und Sachebene der Erzählung. Im Scheitelpunkt steht das abstrakte Bindeglied zwischen Erzähltem und Gemeintem (Tertium Comparationis), das der verstehende Leser sich selbst erschließen muss.
Nach Rüdiger Zymner ist die Parabel eine Makroform der Uneigentlichkeit, die damit neben Mikroformen wie der Metapher oder der Ironie steht.
Eine von Herder eingeführte Nebenform der Parabel ist die Paramythie (griechisch für Ermunterung oder Ermahnung). Sie nutzt Mythen oder mythologische Elemente, um diese neu zu interpretieren und so eine moralische oder philosophische Botschaft zu vermitteln.

## Etymologie
Der Begriff Parabel leitet sich ab vom altgriechischen παραβολή parabolē „Nebeneinanderstellung, Vergleichung, Gleichnis“. Dieses stammt selbst vom Verb παραβάλλειν parabállein ab, das sich aus den Wortteilen παρά pará „neben“ und βάλλειν bállein „werfen“ zusammensetzt und „nebeneinanderwerfen, danebenstellen, vergleichen“ bedeutet.

## Sprache
Da in Parabeln eine Verweisungsstruktur auf die wirkliche Welt enthalten ist, sind sie meist von einer bildhaften Sprache gekennzeichnet. Aus diesem Grund sind rhetorische Figuren wie Metaphern, Ironie, Vergleiche, Personifikationen und konnotierte Begriffe sehr häufig Elemente dieser Textsorte.

## Abgrenzung zu anderen Textarten
Die Diskussion über die Definitionen und Abgrenzungen verläuft kontrovers. In den Lexika von Wilpert, Braak und Friedrich/Killy wird die Übertragung einer Bild- auf die Bedeutungsseite (die Ebenen des Gesagten und des Gemeinten) als Gemeinsamkeit zwischen den didaktischen Dichtungen Fabel, Parabel und Gleichnis angesehen. Gegenüber dem wegen der durchgehenden Übereinstimmung leicht erkennbaren Analogschluss der Fabel gebe es in der Parabel, ebenso im Gleichnis, nur einen auf die Aussage konzentrierten Vergleichspunkt: In Lessings „Ringparabel“ entspricht der Ring der Religion, in der als Gleichnis bekannten Parabel vom verlorenen Sohn steht der Vater für Gott und der Sohn für den sündhaften bekehrten Menschen. Unabhängig von diesen Aussagen können die Geschichten als selbständige Erzählungen gelesen werden.
Oft wird als Unterschied zwischen Gleichnis und Parabel betont, das Gleichnis sei kurz, ohne selbständige Handlung und mit Deutung; die Parabel dagegen sei lang, mit selbständiger Handlung und ohne Deutung. Die Sinnhaftigkeit dieser Unterscheidung wird bestritten. Sie lasse sich nicht konsequent durchführen, da die Übergänge fließend seien und nicht nur umgangssprachlich, sondern auch in der Literatur der Begriff „Gleichnis“ oft synonym für „Parabel, Abbild, Bild, Beispielerzählung“ und sogar für  „Fabel“ und „Metapher“ benutzt werde.

## Bekannte Parabeldichter
Auswahl (mit Werkbeispielen)
- Äsop: Fabeln
- Ingeborg Bachmann: Gedichte
- Ernst Bloch: Spuren
- Giovanni Boccaccio
- Bertolt Brecht: Geschichten vom Herrn Keuner, Der aufhaltsame Aufstieg des Arturo Ui
- Fjodor Michailowitsch Dostojewski
- Friedrich Dürrenmatt: Die Physiker
- Max Frisch: Andorra, Biedermann und die Brandstifter
- Franz Kafka: Vor dem Gesetz
- Günter Kunert
- Jean de La Fontaine
- Friedrich Adolf Krummacher
- Gotthold Ephraim Lessing: Ringparabel
- Friedrich Nietzsche: Also sprach Zarathustra
- Jewgeni Lwowitsch Schwarz: Der Drache
- Werner Bergengruen: Der Großtyrann und das Gericht
- Ernst Jünger: Auf den Marmorklippen

## Bekannte Parabeln
- Herakles am Scheideweg von Prodikos oder Tryphon
- Die Parabel vom Magen und den Gliedern des Menenius Agrippa (angeblich 494 v. Chr.)
- Gleichnis vom verlorenen Sohn (Lk 15,11-32 EU)
- Gleichnis von den Arbeitern im Weinberg (Mt 20,1-16 EU)
- Gleichnis von den klugen und törichten Jungfrauen (Mt 25,1-13 EU)
- Ringparabel im Drama Nathan der Weise von Gotthold Ephraim Lessing (didaktische Parabel)
- Der Zauberlehrling von Johann Wolfgang von Goethe, 1797
- Eine alltägliche Verwirrung, Der Schlag ans Hoftor und Vor dem Gesetz von Franz Kafka (paradoxe und absurde Parabeln)
- Der gute Mensch von Sezuan von Bertolt Brecht, 1943
- Das Eisenbahngleichnis von Erich Kästner, 1932
- Farm der Tiere von George Orwell, 1945
- Andorra von Max Frisch, 1961

## Anthologien
- Josef Billen (Hrsg.): Deutsche Parabeln, Verlag Philipp Reclam jun., Stuttgart 1982, ISBN 3-15-007761-3